# Вараксин, Владимир Николаевич
Владимир Николаевич Вараксин (22 июня (5 июля) 1901, Омск — 2 января 1980) — белорусский советский архитектор, педагог. Заслуженный строитель БССР (1967).

## Биография
Окончил в 1927 году Художественно-промышленный техникум в Омске. В 1928—1932 годах учился в Ленинградской художественный институт, в 1932—1934 годах в Ленинградском институте инженеров коммунального строительства. Работал в Белгоспроекте. С 1952 года преподавал, в 1954—1971 годах — доцент кафедры архитектуры Белорусского политехнического института, в 1971—1975 — заведующий кафедрой Брестского инженерно-строительного института.
Член Союза архитекторов СССР с 1935 года.
Похоронен на Чижовском кладбище в Минске.

## Работы

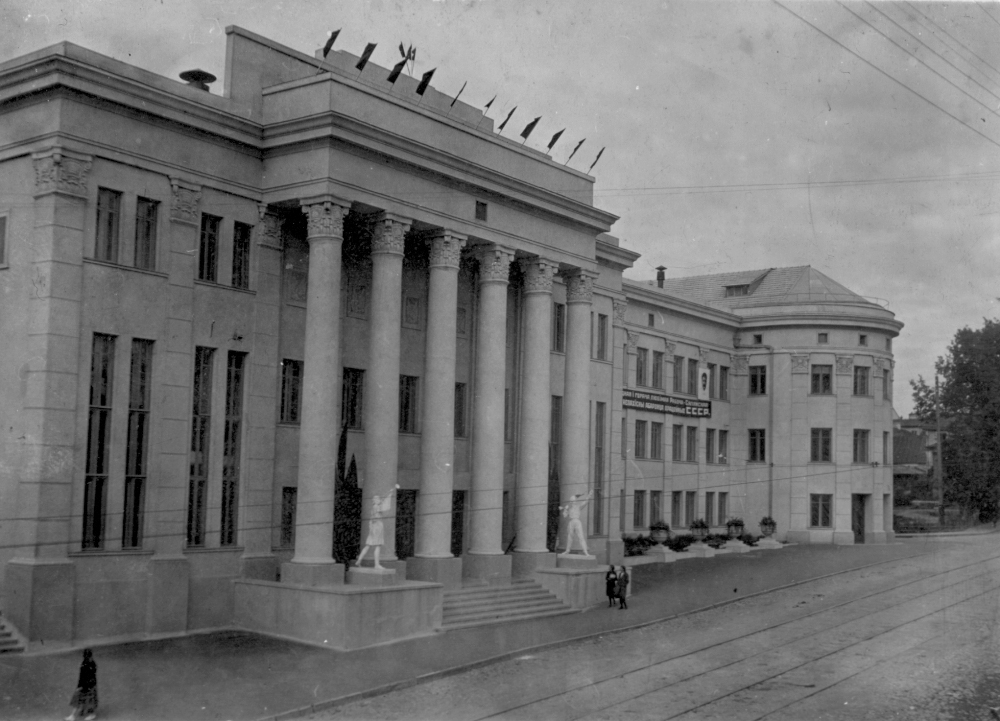
Дворец пионеров и школьников (1936)

Основные работы до войны: Дворец пионеров и школьников (1936, совместно с А. П. Воиновым) в Минске, здание педтехникума в Кричеве (1937, ныне начальный блок СШ № 1 за дворцом Потёмкина), здание ЦК КПБ (1939—1947, с А. П. Воиновым) в Минске, кинотеатр «Родина», комплекс зданий промкомбината (1939), жилой посёлок авторемонтного завода (1941) в Могилёве. Творчество Вараксина связано с развитием неоклассицизма в довоенной архитектуре Беларуси.
После войны спроектировал здания Белорусского института народного хозяйства по ул. Свердлова (1954), Белкамунбанка по ул. Ленина (1949), жилые дома по ул. К. Маркса (1950), Московской (1949), Захарова, О. Кошевого (1955) в Минске, типовые проекты зданий районных комитетов КПБ для Гомельской, Витебской и Минской области (1952).
Занимался реконструкцией гродненского Нового замка. В результате здание приобрело черты сталинского ампира, потеряв первоначальный барочный стиль.
Документы творческой деятельности (фотографии зданий, статьи), биографические документы, переписка и фотографии хранятся в БДАНТД, куда переданы сыном, Николаем Вараксиным (р.1933), историком.

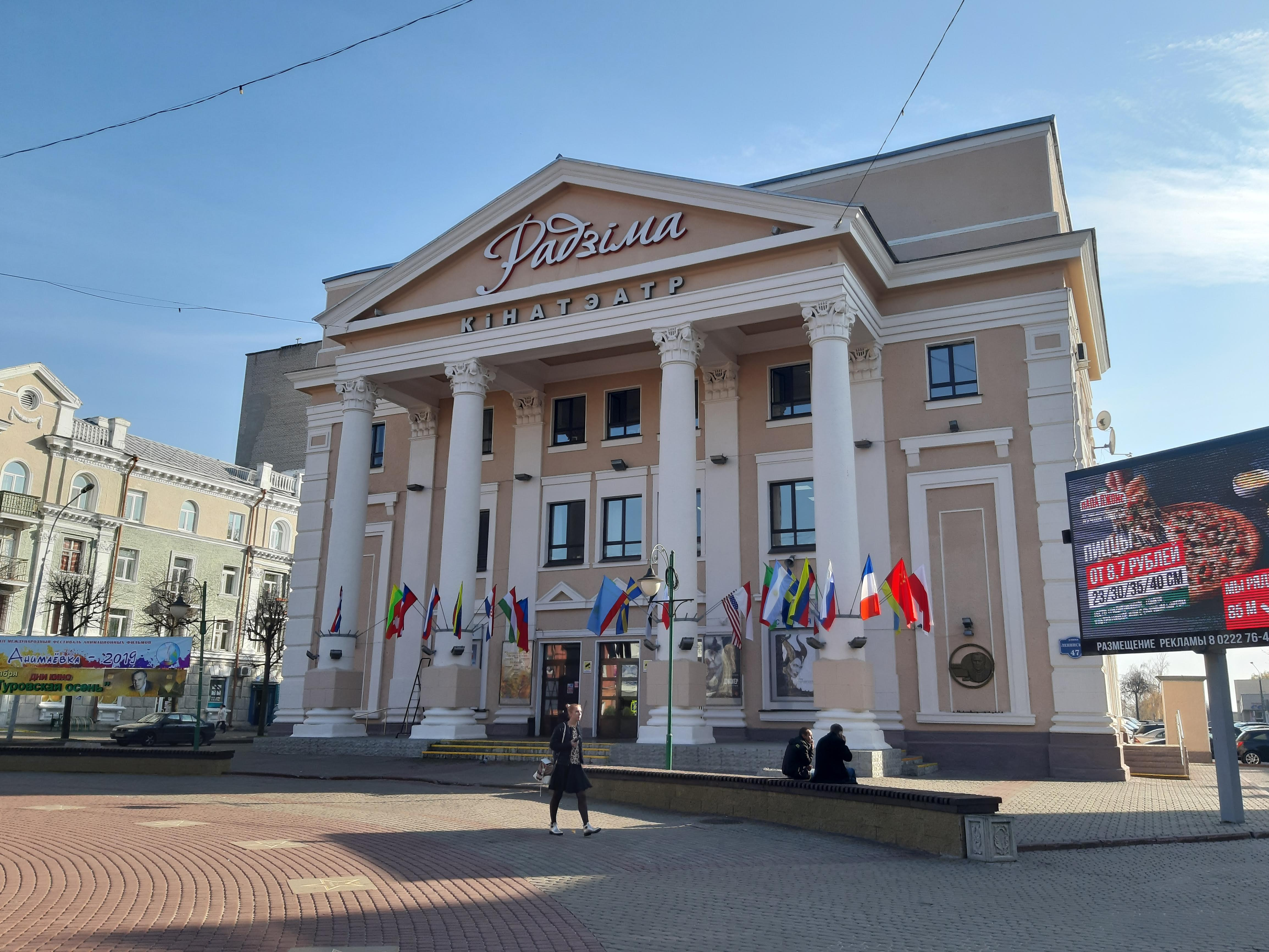
кинотеатр «Родина»
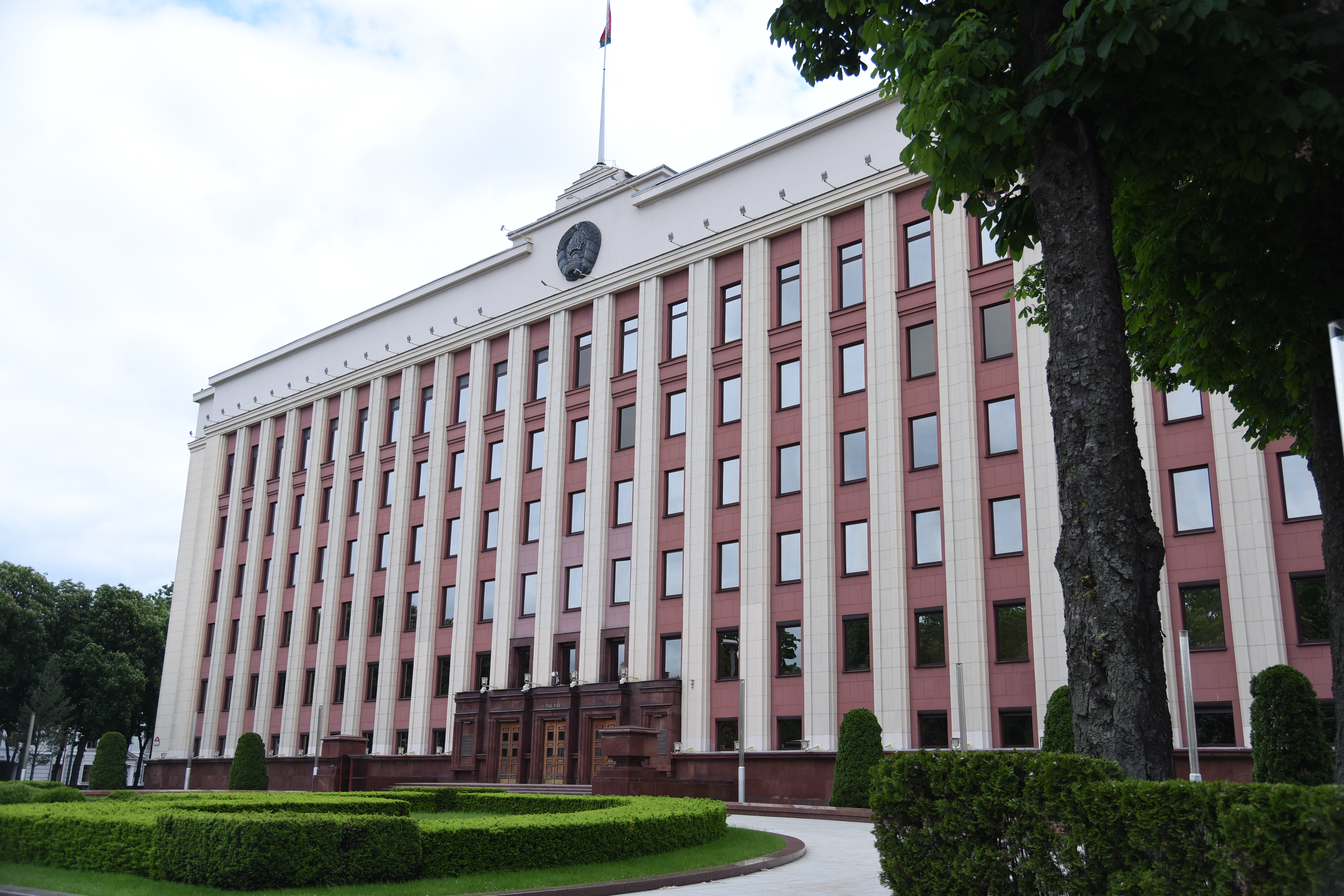
здание ЦК КПБ
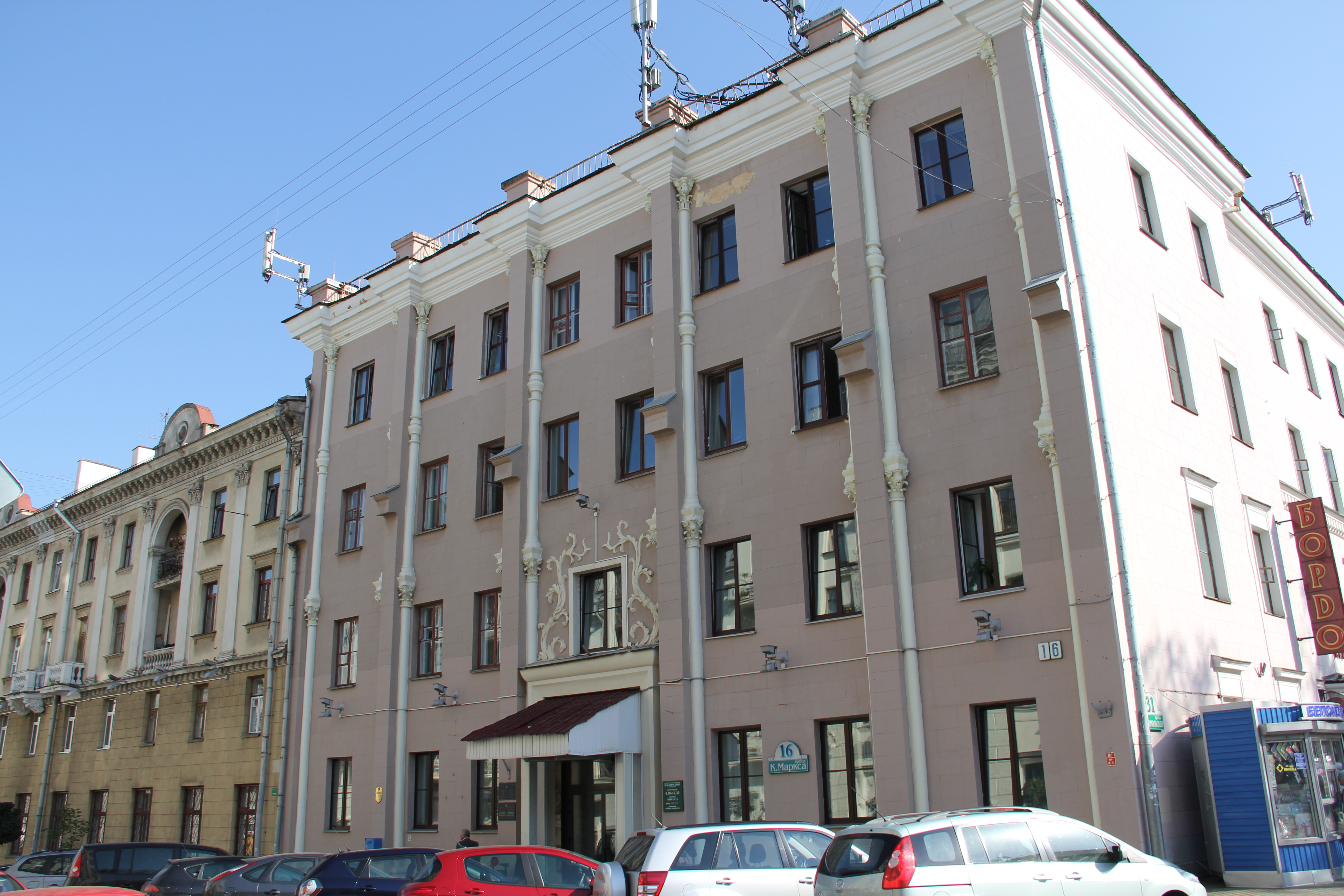
Дом по улице Карла Маркса, 16 перестроено довоенное здание, которое изначально было выполнено в стиле функционализма
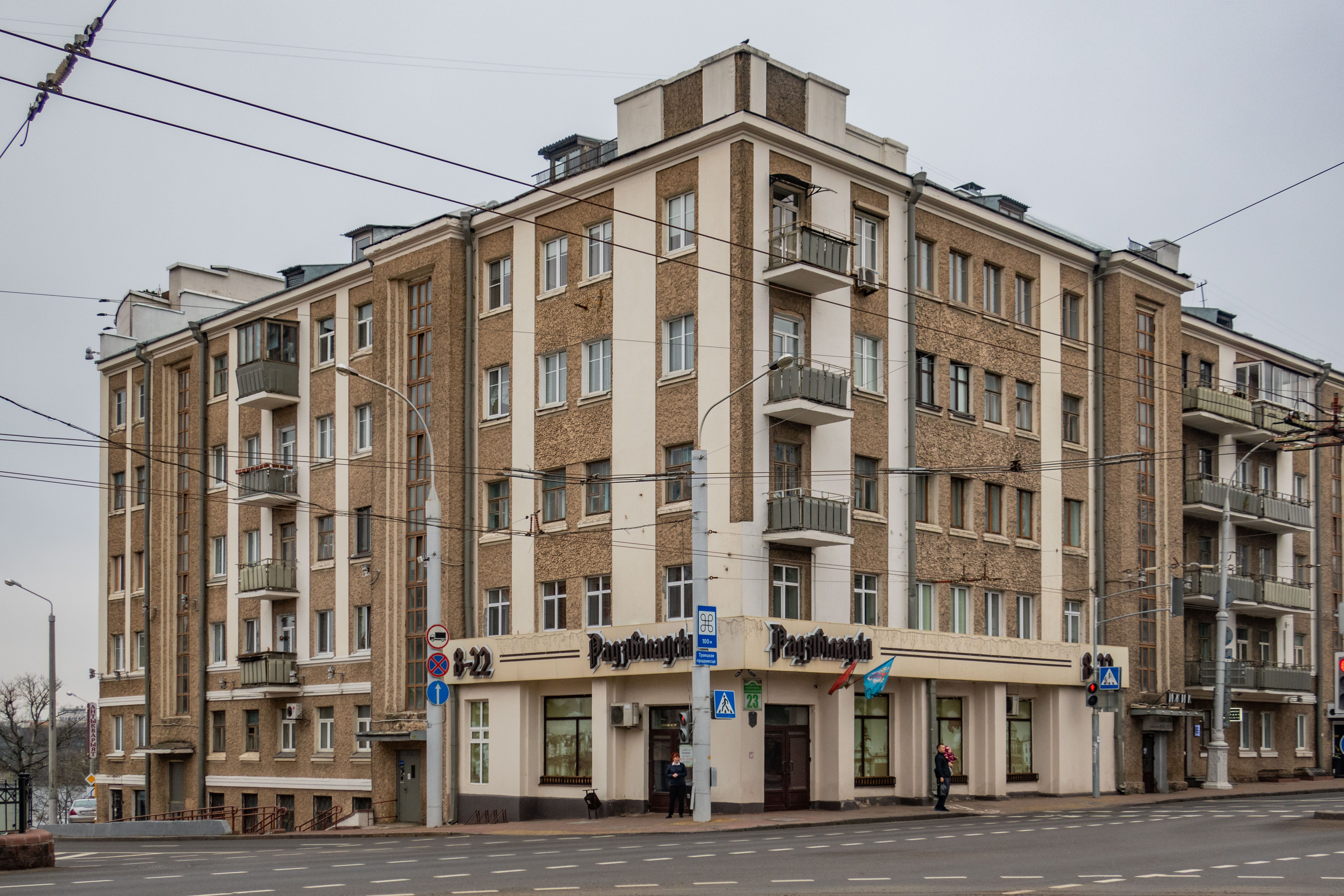
Дом по улице Максима Богдановича, 23
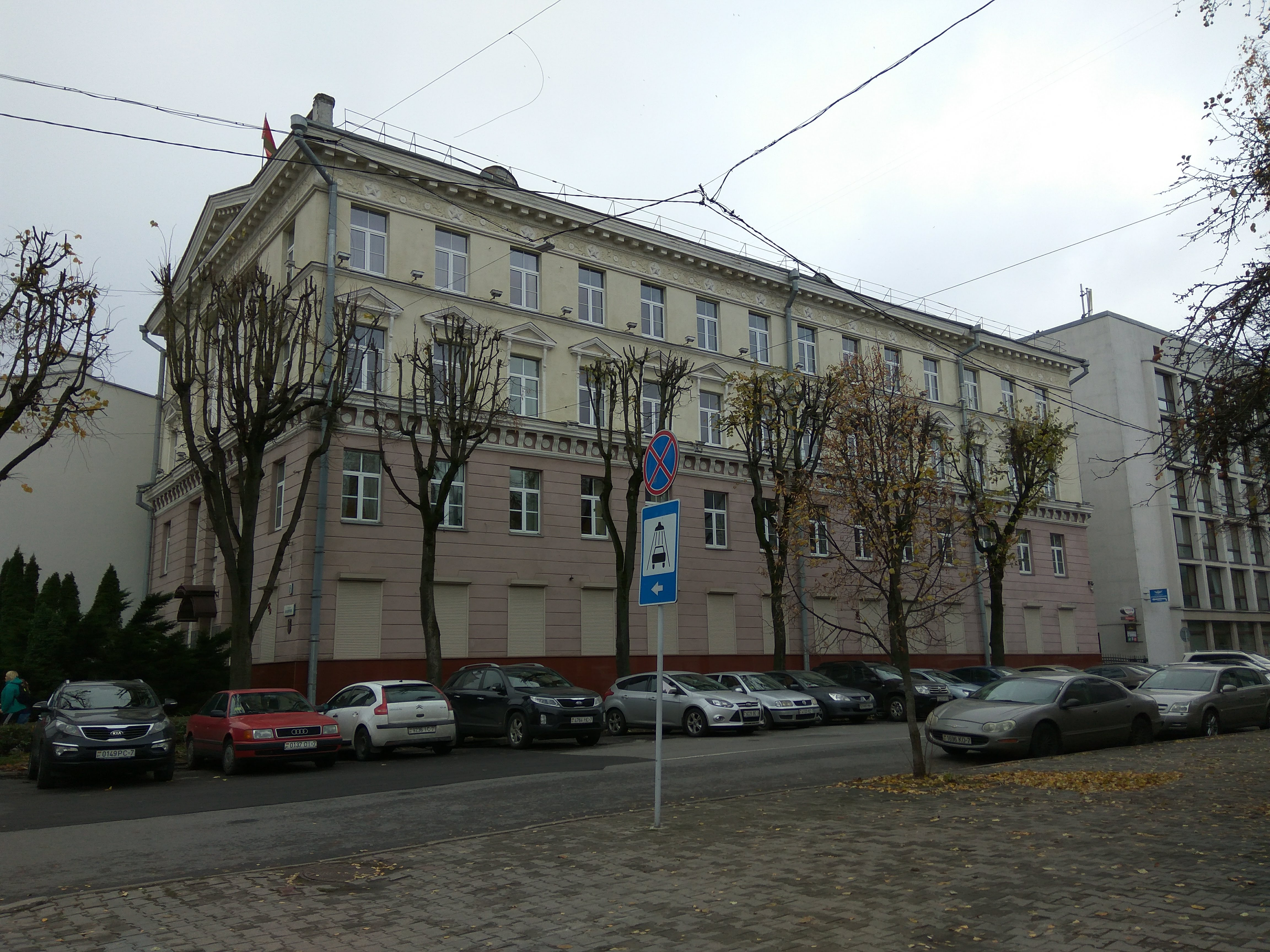
Дом по улице Володарского, 8
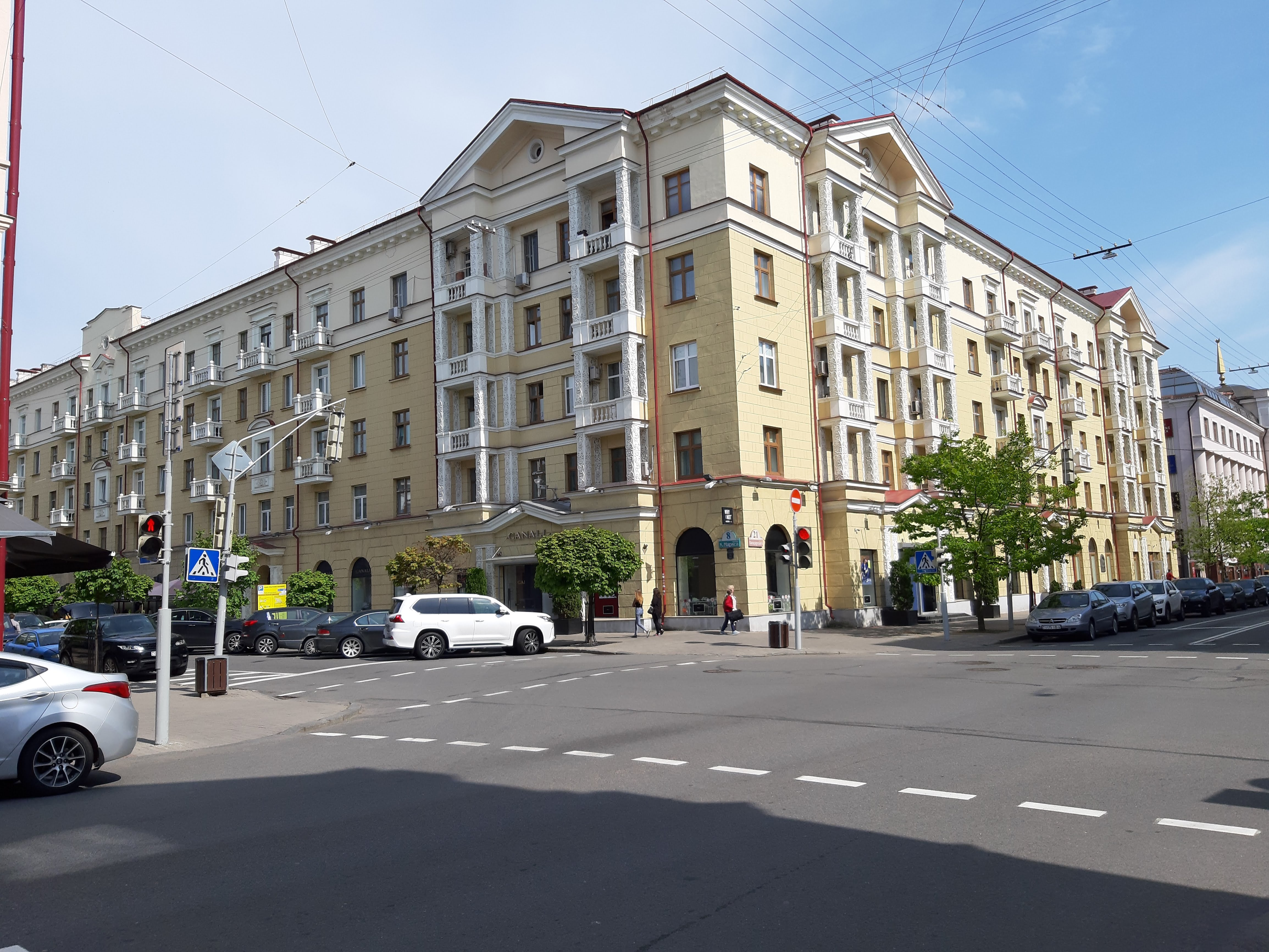
Дом по улице Карла Маркса, 8
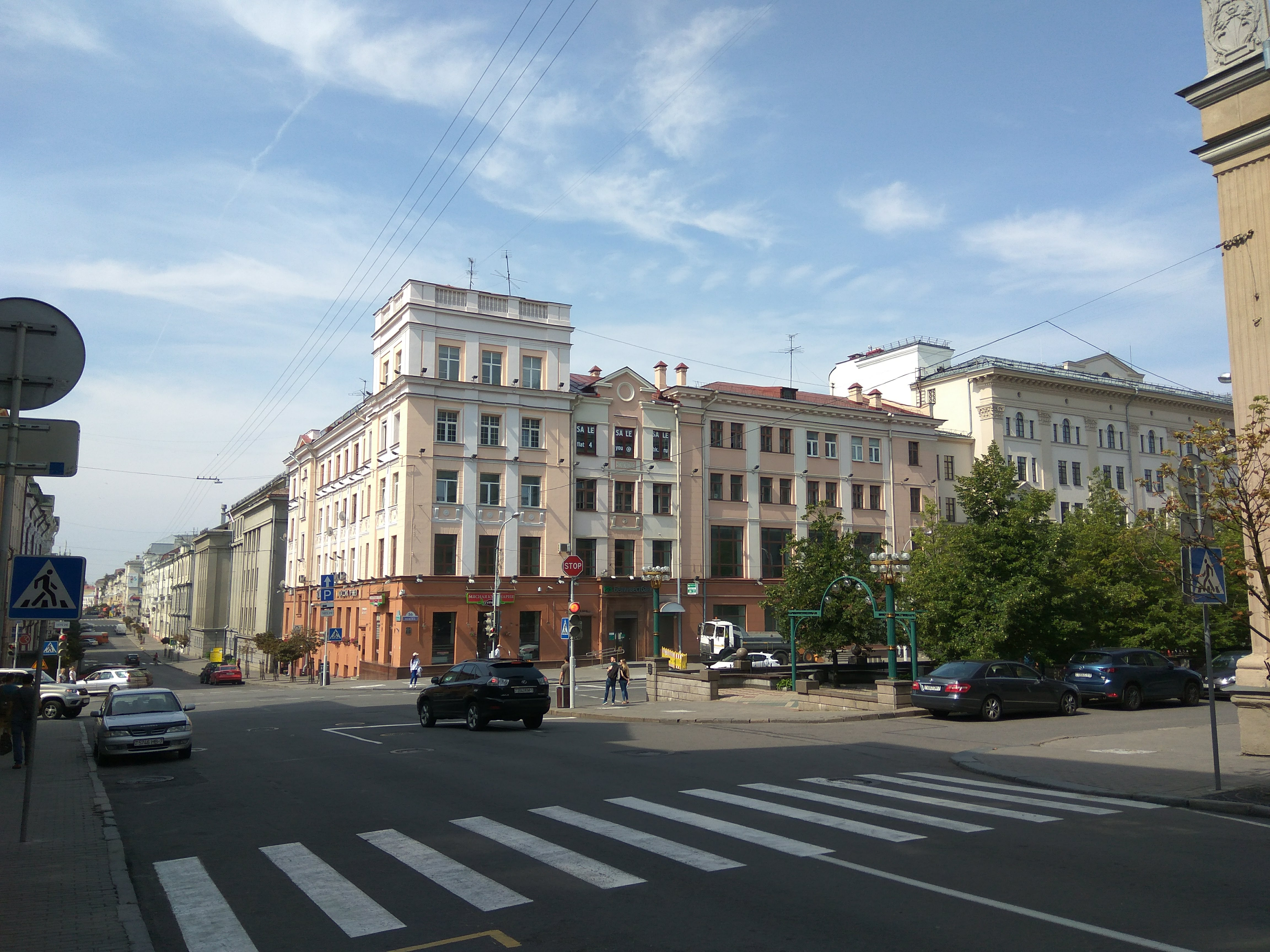
Дом по улице Карла Маркса, 33

## Награды
Награждён Почётными грамотами Президиума Верховного Совета БССР (1941, 1951, 1961), медалями. 1-2-я премии за проекты жилых домов для колхозников на открытом республиканском конкурсе (1936, 1945).